# حبيل الحسن (حالمين)

تعديل مصدري - تعديل

حبيل الحسن هي إحدى قرى عزلة حبيل الريدة بمديرية حالمين التابعة لمحافظة لحج، بلغ تعداد سكانها 64 نسمة حسب تعداد اليمن لعام 2004.